# Champeigne tourangelle
La Champeigne tourangelle est une micro-région naturelle du centre-est de la Touraine  située au sud-est de Tours.

## Situations
Cette micro-région céréalière classée Natura 2000 s'étend entre la vallée du Cher, le plateau de Sainte-Maure de Touraine et la Gâtine de Loches. Composée de deux plateaux calcaires entaillés par les vallées de l'Indre et de l'Indrois, elle couvre tout ou partie des territoires des communes suivantes : Athée-sur-Cher, Azay-sur-Indre, Bléré, Chambourg-sur-Indre, Chanceaux-près-Loches, Chédigny, Cigogné, Cormery, Courcay, Dolus-le-Sec, Genillé, Le Liège, Luzillé, Reignac-sur-Indre, Saint-Quentin-sur-Indrois, Sublaines et Tauxigny.